# Rimkus
Rimkus, de son vrai prénom Karim, est un rappeur français. Ayant grandi dans le quartier de Sorbiers-la Saussaie, à Chevilly-Larue, Rimkus commence sa carrière de rappeur sous l'impulsion de Lacrim qui le présente à Mister You.
En 2016, Rimkus créé le groupe SLC à Mulhouse avec le rappeur L'incognito.
Début 2017, Rimkus signe chez le label Plata O Plomo de Lacrim.
En 2021, Rimkus signe chez le label PLR music. Cette même année, il s'occupe de la direction artistique et interprète le titre Dans le noir de la bande originale de la deuxième saison de la série Or Noir dans laquelle il joue également un rôle.
Son premier projet, la mixtape Boîte Noire, sort le 11 mars 2022 et comprend 22 titres dont des featurings avec Koba LaD, Lacrim, Timal, Frenetik, Doria, Da Uzi, Fresh laDouille, Sofiane et Uzi.
Son premier album, Fracturé, sort le 19 avril 2024 et comprend 12 titres dont des featurings avec Lacrim, Mac Tyer, Werenoi, ZKR et Maes. Il s'agit de la première partie d'un projet devant en compter trois au total.

## Biographie

### 2010-2015: débuts
Karim, surnommé Rimkus par son grand-frère, grandit dans le quartier de Sorbiers-la Saussaie, à Chevilly-Larue, dans le Val-de-Marne, en écoutant notamment Mafia K'1 Fry ou Salif.
Au départ, Rimkus envisage le rap comme un passe-temps : « c'était un jour d'hiver, je traînais dehors, comme toujours. Je cherchais un pote, je le trouvais pas. On me dit : il est au chaud, en train d'écrire du rap. Ça m'a donné envie de faire la même chose ». Il livre ses premières performances sur les projets de proches : le rappeur Lacrim l'invite sur sa mixtape Liberté provisoire sortie le 24 juin 2010, en featuring sur le titre La mentale, puis le présente au rappeur Mister You qui l'invite sur l'album MDR sorti le 25 octobre 2010, en featuring avec lui et Lacrim sur le titre Mec de rue et en solo sur le titre Commis d'office,.
Rimkus apparaît ensuite sur plusieurs projets de Lacrim ; il interprète trois titres sur sa mixtape Toujours le même sortie le 17 décembre 2012 : Je viens de... en featuring avec Lacrim, Toujours le même avec Lacrim et Klakette et Outro en solo, deux titres sur la mixtape R.I.P.R.O, volume 1 sortie le 1er juin 2015 : Corleone - Remix en featuring avec Lacrim, Billy Blue, Young Breed & YT Triz et Red Zone avec Lacrim et Nessbeal, et deux titres sur la mixtape R.I.P.R.O, volume 2 sortie le 11 décembre 2015 : On y est avec Lacrim, SCH et Walid et Du papier en solo, Lacrim cherchant à le faire percer comme SCH sur le volume 1,.
Après avoir entamé une série de freestyles intitulés fresstyle PLR,  Rimkus interprète le freestyle Booska-PLR pour Booska-P, sorti le 22 décembre 2015.

### 2016-2019: SLC et collaborations
En 2016, Rimkus créé avec le rappeur L'incognito le groupe SLC à Mulhouse, qui sort le titre #Bipolaire produit par Siboy le 25 décembre 2016.
À l'occasion du film Pattaya, le rappeur interprète le titre Comme ça qu'on fait extrait de la bande originale produite par Kore et sortie le 19 février 2016.
Début 2017, Rimkus signe chez le label Plata O Plomo de Lacrim, et apparaît en featuring sur le titre Mythone pas du deuxième album de ce dernier, Force & Honneur, sorti le 31 mars 2017,.
Rimkus sort le titre 12 coups le 13 septembre 2017, apparaît en featuring sur le titre 10 balles dans la tête de Goulag sorti le 10 novembre 2017 et sort le vidéoclip du titre 6h tapante le 29 novembre 2017.
Rimkus apparaît sur le titre Manzana en featuring avec AM La Scampia et ALP, extrait de la compilation Cercle fermé sortie le 15 mars 2019.

### 2021: Signature chez PLR
En 2021, Rimkus signe chez le label PLR music à sa création par BABS.
Rimkus apparaît en featuring sur le titre La Vista avec Lacrim et Sadek, extrait de l'album de ce dernier Aimons-nous vivants sorti le 9 avril 2021.
À l'occasion de la deuxième saison de la série Or Noir dans laquelle il joue un rôle, Rimkus interprète le titre Dans le noir et s'occupe de la direction artistique de la bande originale sortie le 24 septembre 2021,.
Le rappeur interprète également le titre Sur le macadam en featuring avec Le Rat Luciano et YL extrait de la bande originale sortie le 10 octobre 2021 de la deuxième saison de la série Validé, puis participe au titre Zone à risque de l'album collectif Le Classico organisé sorti le 5 novembre 2021.
Rimkus enchaîne avec la sortie de deux vidéoclip, En perte le 19 novembre et Yuri le 17 décembre.

### 2022: première mixtapeBoîte Noire
Le 8 mars 2022 sort le freestyle Booska Boîte Noire pour Booska-P à l'occasion de la sortie du premier projet de Rimkus, Boîte Noire, sorti le 11 mars 2022,. La mixtape comprend 22 titres dont des featurings avec Koba LaD, Lacrim, Timal, Frenetik, Doria, Da Uzi, Fresh laDouille, Sofiane et Uzi et compte 1 049 ventes en première semaine. Le titre Santorini en featuring avec Lacrim est certifié signle d'or le 19 décembre 2024.
Rimkus apparaît en featuring sur le titre Sale histoire de Werenoi, extrait de l'EP Telegram de ce dernier sorti le 3 juin 2022 et sur le titre 94 sur la plaque en featuring avec Intouchable, extrait de la compilation Val de Rap sortie le 10 juin 2022.

### 2023-2024: premier albumFracturé
Le 19 mai 2023 sort le vidéoclip d'Ali en featuring avec Lacrim, Mac Tyer et Werenoi, extrait de son futur premier album,.
L'album Fracturé, première partie d'un projet qui devrait en compter trois, sort le 19 avril 2024, accompagné du vidéoclip du featuring avec Ninho, Danger,. L'album, contenant douze titres dont des featurings avec ZKR et Maes en plus de ceux déjà révélés, entre à la 25e place des charts français avec près de 2 000 copies vendues.

## Classements et certifications

### Albums
| Titre       | Année | Classement | Classement | Classement | Certification |
| Titre       | Année | FR         | BEL (WA)   | SWI        | Certification |
| ----------- | ----- | ---------- | ---------- | ---------- | ------------- |
| Boîte Noire | 2022  | 70         | —          | —          | —             |
| Fracturé    | 2024  | 21         | 34         | —          | —             |

### Singles
| Année | Titre                                  | Classement | Classement | Classement | Certification      | Album / Mixtape |
| Année | Titre                                  | FR         | BEL        | SWI        | Certification      | Album / Mixtape |
| ----- | -------------------------------------- | ---------- | ---------- | ---------- | ------------------ | --------------- |
| 2021  | Jour de paye (feat. Koba LaD & Lacrim) | 68         | —          | —          | —                  | Boîte Noire     |
| 2021  | Santorini (feat. Lacrim)               | —          | —          | —          | France (SNEP) : Or | Boîte Noire     |
| 2024  | Ali (feat. Lacrim, Mac Tyer & Werenoi) | 59         | —          | —          | —                  | Fracturé        |
| 2024  | Carré d'as (feat. Werenoi)             | 166        | —          | —          | —                  | Fracturé        |
| 2024  | Danger (feat. Ninho)                   | 60         | —          | —          | —                  | Fracturé        |